# Acrossidius delavayi
Acrossidius delavayi är en skalbaggsart som beskrevs av Koshantschikov 1916. Acrossidius delavayi ingår i släktet Acrossidius och familjen Aphodiidae. Inga underarter finns listade i Catalogue of Life.